# Paula Elaine Cohen

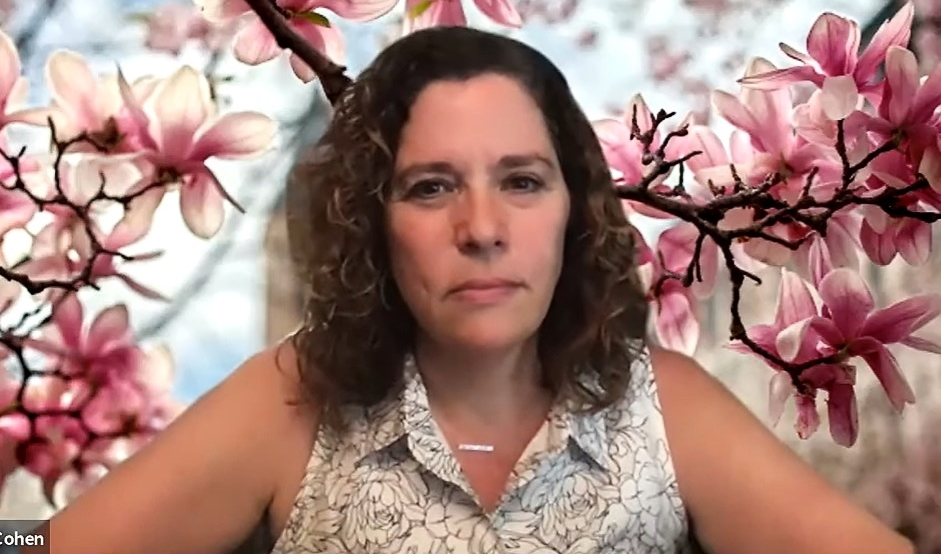
Paula Cohen, 2020

Paula Elaine Cohen (* Mitte des 20. Jahrhunderts in Nigeria) ist eine britische Genetikerin und Hochschullehrerin.

## Ausbildung
Cohen ist britischer Abstammung, wurde aber um die Mitte des 20. Jahrhunderts in Nigeria geboren und wuchs dort auf. Sie besuchte ab ihrem 8. Lebensjahr eine Internatsschule in England. Noch bevor sie auf die High School kam, zog ihre Familie nach Brighton. Cohen studierte am King’s College London und machte dort auf dem Gebiet der Physiologie 1989 ihren Bachelor. 1992 promovierte sie ebenda mit einer Arbeit zum Thema Studies on the endocrine control of implantation über reproduktive Biologie.

## Beruf
Nach ihrer Promotion ging Cohen zu weiteren Studien nach New York City ans Albert Einstein College of Medicine. Hier erwachte ihr Interesse für Urkeimzellen-Biologie und Genom-Integrität. Deshalb wechselte sie im Jahr 2000 in die dortige Abteilung für Genetik. 2004 begann sie an der Cornell University in der Abteilung für Biomedizin zu arbeiten. Dort wurde sie 2007 zum Associate Professor und 2013 zum ordentlichen Professor berufen. Sie betreibt dort ein eigenes Labor. 2018 wurde Cohen stellvertretender Provost für Biowissenschaften. Cohen betreute zahlreiche Doktoranden und Postdocs.

## Forschungsinteressen
Cohen forscht auf dem Gebiet der Meiose bei Säugetieren. Ihr besonderer Schwerpunkt liegt auf der Steuerung der meiotischen Rekombination, der verschiedenen DNA-Reparaturwege, insbesondere der DNA-Mismatch-Reparaturproteine (MMR-Proteine). Die Funktion dieser MMR-Proteine wird in Cohens Labor an Mäusen untersucht. Cohen beschäftigt sich mit der Identifizierung von Protein-Protein- und Protein-DNA-Wechselwirkungen zur Überwachung der Rekombination. Bei Fehlern in diesem Prozess kann es zum Absterben des Embryos mit nachfolgender Fehlgeburt und zu  genetischen Störungen der Nachkommen, wie Down-Syndrom und Trisomie kommen. Das Studium des MMR-Signalweges und Fanconi-Anämie-Signalweges und der Interaktion der verschiedenen Signalwege soll helfen, die Entstehung dieser Krankheiten besser zu verstehen. Außerdem untersucht Cohen die Prophase I der Meiose, insbesondere die Mechanismen der Transkriptionsstilllegung während dieser Phase, die Stummschaltung der Geschlechtschromosomen und die Rolle nichtkodierender RNAs bei diesem Stummschaltungsphänomen.
Im Jahr 2006 gründete Dr. Cohen das Center for Reproductive Genomics (CRG). Diese Zentrum vereinigte Ärzte und Wissenschaftler des College of Veterinary Medicine, des Weill Cornell Medical College und anderer Abteilungen der Cornell-Universität. Cohen hat mehr als 100 Publikationen und einen h-Index von 43.

## Auszeichnungen und Anerkennung
Cohens Labor wurde mit Fördermitteln verschiedener Organisationen unterstützt, darunter National Institutes of Health (NIH), March of Dimes, National Down Syndrome Society, Hereditary Disease Foundation. Die Bill & Melinda Gates Foundation spendete ein Stipendium zur Untersuchung von Verhütungsmitteln für Männer. Cohen erhielt viele Auszeichnungen, darunter 2009 den Provost’s Award for Distinguished Scholarship und 2017 den SUNY Chancellor’s Award for Academic Excellence.

## Ämter, Mitgliedschaften
Cohen ist Mitglied verschiedener Studienabteilungen des NIH. Sie sitzt in mehreren Sonderausschüssen des Eunice Kennedy Shriver National Institute of Child Health and Human Development und National Institute of General Medical Sciences. Sie arbeitete als Beraterin und Rezensentin für die Deutsche Forschungsgemeinschaft, Projekt „Genom-Haploidisierung“, für den Medical Research Council (UK), für den Wellcome Trust, für die Telethon-Italien und für den Europäischen Forschungsrat. Im Jahr 2016 wurde sie von ihren Kollegen für die Gordon Research Conference on Meiosis zur stellvertretenden Vorsitzenden der Tagung von 2018 und zur Vorsitzenden der Tagung 2020 gewählt. Cohen war Mitherausgeberin der Zeitschrift Chromosoma und im Redaktionsbeirat von Chromosome Research. Sie ist derzeit Mitherausgeberin von PLOS Genetics. Cohen nahm als Dozentin und Laborleiterin am Kurs „Frontiers in Reproduktion“ an den Marine Biology Labs in Woods Hole teil. Sie war Leiterin für die Zulassung zum Graduiertenbereich Genetik und Entwicklung und Mitglied des Lenkungsausschusses für diesen Bereich sowie für den Graduiertenbereich Molekulare und Integrative Physiologie.

## Veröffentlichungen (Auswahl)
- Paula E Cohen, Mary Ann Handel: Stuart B. Moss: a leader and advocate for the reproductive biology community, Biology of Reproduction, 2021
- Paula E Cohen: Meiosis Overview, Academic Press, 2018
- PE Cohen, JK Holloway: Mammalian meiosis, Knobil and Neill’s Physiology of Reproduction, 2015
- Paula E Cohen, J Kim Holloway: Predicting gene networks in human oocyte meiosis, Biology of reproduction, 2010, online
- P Cohen: The interplay between phosphorylation and ubiquitination in regulating the innate immune system, FEBS Journal, 2010 online
- PE Cohen, SE Pollack, JW Pollard: Genetic analysis of chromosome pairing, recombination, and cell cycle control during first meiotic prophase in mammals, Endocrine reviews, 2006, online
- Paula Cohen: Repair Proteins in Meiosis, S. Karger, 2004
- PE Cohen: Repair proteins in meiosis-Foreword, Cytogenetic and Genome Research, 2004, online
- Paula E Cohen, Liyin Zhu, Kayoko Nishimura, Jeffrey W Pollard: Colony-stimulating factor 1 regulation of neuroendocrine pathways that control gonadal function in mice, Endocrinology, 2002, online
- Paula E Cohen, Kayoko Nishimura, Liyin Zhu, Jeffrey W Pollard: Macrophages: important accessory cells for reproductive function, Journal of Leukocyte Biology, 1999, online
- Paula E Cohen, Matthew P Hardy, Jeffrey W Pollard: Colony-stimulating factor-1 plays a major role in the development of reproductive function in male mice, Molecular Endocrinology, 1997, online
- Paula E Cohen, Orin Chisholm, Robert J Arceci, E Richard Stanley, Jeffrey W Pollard: Absence of Colony-Stimulating Factor-1 in Osteopetrotic (csfmoP/csfmOP) Mice Results in Male Fertility Defects, Biology of reproduction, 1996, online
- PE Cohen, SR Milligan: Silastic implants for delivery of oestradiol to mice, Reproduction, 1993, online
- Paula Cohen: Autoradiographic Setection of P. Aeruginosa Exotoxin a-Sensitive Mouse Fibroblasts, Hebräische Universität Jerusalem, 1989